# Circulație atmosferică
Circulația atmosferică reprezintă fenomenul de mișcare continuă a aerului, sub influența directă a unor puncte de minimă și de maximă presiune de pe suprafața terestră.

## Cauzele circulației atmosferice
La baza fenomenelor care se petrec în cadrul planetei noastre, stă energia solară, fără de care procesele desfășurate actualmente pe Pământ ar fi inexistente. Această energie solară, primită de către Pământ, reprezintă a doua miliarda parte din cantitatea totală de energie emisă de către Soare.
Totuși, această energie este repartizată în cantități diferite pe Pământ, în funcție de latitudinea locului în care ne aflăm. Acest lucru este datorat formei sferice a Pământului. Astfel, dacă ne raportăm la o distanță de 20 de grade în latitudine, cantitatea de energie calorică primită de suprafața terestră va fi diferită, în funcție de distanța față de Ecuator.
Dacă ne aflăm pe Ecuator, suprafața determinată de cele 20 de grade de latitudine va fi mai mică, datorită curbării mai puțin accentuate a Pământului.
Dacă ne aflăm pe paralela de 45 de grade latitudine nordică, suprafața determinată de cele 20 de grade de latitudine va fi mai mare, datorită curbării mai accentuate a Pământului.
Din această cauză, aceeași cantitate de radiație calorică va fi repartizată pe o suprafață mai mică, la Ecuator, sau pe o suprafață mai mare, la latitudinea de 45 de grade latitudine nordică. Ca urmare a acestui fenomen, la Ecuator temperatura va fi mai ridicată, iar la paralela 45 de grade latitudine nordică, temperatura va fi mai scăzută.
Prin generalizare, temperatura scade progresiv de la Ecuator către cei doi poli.
Din această cauză, pe suprafața terestră se produc două areale de minimă și de maximă temperatură. La Ecuator, temperatura va fi maximă, iar la poli temperatura va fi minimă.
În momentul în care temperatura este maximă, aerul se dilată, datorită unei agitații termice mai accentuate, mărindu-și suprafața de extindere. Din această cauză, presiunea va fi minimă, deoarece ea reprezintă raportul dintre forță și suprafață (cu cât suprafața este mai mare, cu atât presiunea va fi mai mică). Astfel, se creează o arie de minimă presiune în lungul Ecuatorului, denumită ciclon sau depresiune barică (notat D).
{\displaystyle Presiunea\ (P)={Forta\ (F) \over Suprafata\ (S)},\ \ darS\ este\ maxima\Rightarrow P\ este\ minima}
În momentul în care temperatura este minimă, aerul se contractă, datorită unei agitații termice mai puțin accentuate, micșorându-și suprafața de extindere. Din această cauză, presiunea va fi maximă, deoarece ea reprezintă raportul dintre forță și suprafață (cu cât suprafața este mai mică, cu atât presiunea va fi mai mare). Astfel, se creează o arie de maximă presiune de jur împrejurul polilor, denumită anticiclon (notat M).
{\displaystyle Presiunea\ (P)={Forta\ (F) \over Suprafata\ (S)},\ \ darS\ este\ minima\Rightarrow P\ este\ maxima}
Punctele de maximă și de minimă presiune nu se află, însă, doar la poli și la Ecuator.
Ca urmare a faptului că zona cu temperaturi foarte ridicate din jurul Ecuatorului se întinde pe aproximativ 30° latitudine, temperatura aerului reușește să scadă cu o anumită valoare de la Ecuator până la paralelele de 30°. Astfel, se produce o nouă arie de minimă temperatură, la limita zonei calde. Concomitent, se formează un anticiclon.
Ca urmare a faptului că zona cu temperaturi foarte scăzute din jurul polilor se întinde pe aproximativ 30° latitudine, temperatura aerului reușește să crească cu o anumită valoare de la poli până la paralelele de 60°. Astfel, se produce o nouă arie de maximă temperatură, la limita zonei reci. Concomitent, se formează un ciclon.
Așadar, pe suprafața terestră se află șapte zone principale de presiune extremă (maximă sau minimă):
- La Ecuator: o arie de minimă presiune (D);
- La 30° latitudine: două arii de maximă presiune (M) - una în emisfera nordică și una în emisfera sudică;
- La 60° latitudine: două arii de minimă presiune (D) - una în emisfera nordică și una în emisfera sudică;
- La 90° latitudine: două arii de maximă presiune (M) - una în emisfera nordică și una în emisfera sudică.

Legile generale ale aerului spun că, în condițiile existenței a două mase de aer cu temperaturi și, evident, presiuni diferite, gazul atmosferic va avea tendința de a-și omogeniza caracteristicile. Astfel, aerul se va deplasa dinspre locul de maximă presiune (anticiclon) înspre locul de minimă presiune (ciclon/depresiune barică). Odată ce pe suprafața terestră se află zone cu presiune diferită, desigur că masele de aer vor migra, conform legilor, dinspre ariile anticiclonale înspre ariile ciclonale. Așadar, principalele mase de aer se vor deplasa dinspre paralelele de 30° înspre Ecuator, dinspre paralelele de 30° înspre paralelele de 60° și dinspre paralelele de 90° înspre paralelele de 60°.

## Masele de aer
Masele de aer reprezintă cantități uriașe de gaz atmosferic, aflate în deplasare circulatorie, în toată masa troposferei.
În cazul unui anticiclon, deplasarea maselor de aer este descendentă și divergentă, adică acestea coboară dinspre partea superioară a troposferei, ajung pe suprafața terestră și apoi pleacă dinspre aria de maximă presiune înspre alte două arii de minimă presiune. 
În cazul unui ciclon, deplasarea maselor de aer este ascendentă și convergentă, adică acestea vin dinspre punctele de maximă presiune, se unesc în punctul de minimă presiune, iar apoi urcă înspre partea superioară a troposferei. 
Astfel, deplasarea circulatorie a maselor de aer impune evidențierea a patru mari sectoare în traseul acestora. 
Urmărind două mase de aer care pornesc dinspre o arie anticiclonală și se deplasează înspre două arii ciclonale diferite, vom constata mai multe sectoare diferite:
- Un prim sector, în care masele de aer se deplasează orizontal și divergent, în partea inferioară a troposferei, dinspre aria anticiclonală înspre ariile ciclonale.
- Un al doilea sector, în care masele de aer se deplasează vertical și ascendent, deasupra punctelor de minimă presiune.
- Un al treilea sector, în care masele de aer se deplasează orizontal și convergent, în partea superioară a troposferei, dinspre ariile ciclonale înspre aria anticiclonală.
- Un al patrulea sector, în care masele de aer se deplasează vertical și descendent, deasupra punctului de maximă presiune.

Urmărind două mase de aer care se deplasează dinspre două arii anticiclonale diferite și ajung într-o arie ciclonală, vom constata mai multe sectoare diferite:
- Un prim sector, în care masele de aer se deplasează orizontal și convergent, în partea inferioară a troposferei, dinspre ariile anticiclonale înspre aria ciclonală.
- Un al doilea sector, în care masele de aer se deplasează vertical și ascendent, deasupra punctului de minimă presiune.
- Un al treilea sector, în care masele de aer se deplasează orizontal și divergent, în partea superioară a troposferei, dinspre aria ciclonală înspre ariile anticiclonale.
- Un al patrulea sector, în care masele de aer se deplasează vertical și descendent, deasupra punctelor de maximă presiune.